# Joan Colom
Joan Colom i Altemir (30. dubna 1921 – 3. září 2017) byl španělský fotograf známý svými portréty z barcelonského podsvětí a dělnické třídy, zejména v nechvalně známé čtvrti Raval.

## Životopis
Colom se narodil v Barceloně. Byl samouk a během týdne pracoval jako účetní a produkoval své nejznámější fotografie. V roce 1957 se stal členem Agrupació Fotogràfica de Catalunya (AFC) a v roce 1960 spoluzaložil uměleckou skupinu El Mussol („Sova“). V roce 1962 byl představen v Paříži společně s kolegy fotografy Xavierem Misserachsem a Oriolem Masponsem v rámci hnutí „Nová Avantgarda“, silně inspirovaného mistry jako Brassaï, Francesc Català Roca, Henri Cartier-Bresson nebo Man Ray. V roce 2002 mu byla udělena národní fotografická cena španělského ministerstva kultury, stejně jako zlatá medaile za zásluhy za kulturu v Barceloně, cena za národní umění Generalitat de Catalunya a v roce 2006 Creu de Sant Jordi. V roce 2011 pořídilo muzeum Museu Nacional d'Art de Catalunya (MNAC) do svých sbírek několik jeho uměleckých fotografií.